# Abraão de Farshut
Abraão de Farshut (séc. V ou VI, Farshut, Egito - séc. VI, Egito)foi um abade e é um santo da Igreja Copta, e por extensão de todas as Igrejas Ortodoxas Orientais. Seu dia de festa no calendário dos santos da Igreja Copta é 12 de fevereiro.

## Vida
Ele nasceu em Farshut, perto da moderna cidade de Huw. Seus pais, que eram cristãos e figuras locais importantes, morreram quando Abraão tinha doze anos. No ano seguinte, Abraão tentou, sem sucesso, persuadir sua irmã a manter sua virgindade.
Depois disso, Abraão partiu para se juntar ao monastério de Pacômio em Pbow. Este monastério estava na época sob a direção de Pshintbahse. Lá, Abraão se dedicou a tentar alcançar os ideais monásticos.
Abraão foi eleito abade do mosteiro após a morte de Pshintbahse. Pouco depois, Justiniano I solicitou que Abraão fosse levado a Constantinopla, numa tentativa de levar os monges que ainda rejeitavam a decisão do Concílio de Calcedônia à comunhão com a Igreja maior. O momento exato deste evento é desconhecido, mas acredita-se que tenha sido entre 535 e 548. Abraão trouxe consigo quatro monges. Ao chegar, Justiniano os convocou e informou que eles aceitariam a decisão do concílio ou perderiam seus cargos. Abraão se recusou a aceitar a ideia, e foi removido como arquimandrita.
Teodora tentou persuadir Justiniano a mudar de ideia, aparentemente sem sucesso. O próprio Abraão declarou em uma carta aos seus monges que preferia permanecer no exílio em vez de subscrever uma fé contrária à de Atanásio. Abraão retornou ao Egito, no entanto, possivelmente devido à persuasão de Teodora.
Pancharis foi nomeado para substituir Abraão como arquimandrita em Pbow. Abraão foi primeiro ao mosteiro de Shenoute, onde fez uma cópia da Regra. Então ele montou um novo mosteiro em Farshut com dois outros monges do mosteiro de Moisés. O novo mosteiro continha um poço e um jardim. O número de monges cresceu, no entanto, tornando necessário que os edifícios fossem expandidos. Ele também fundou um convento de freiras aproximadamente na mesma época.
Mais tarde na vida, Abraão recebeu uma visão na qual Pacômio, Petrônio e Shenouda, o Arquimandrita, apareceram para ele, informando-o de sua morte iminente.
Algumas pessoas sugeriram que este Abraão pode ser idêntico ao Abraão de Escetes comemorado no mesmo calendário em 4 de janeiro.